# Amaurornis
Amaurornis är ett släkte med fåglar i familjen rallar inom ordningen tran- och rallfåglar. Genetiska studier har kullkastat dess sammansättning och vilka arter som bör placeras i släktet råder det delade meningar om. Nedanstående lista med fem arter följer AviList:
- Sulawesisumphöna (A. isabellina)
- Filippinsumphöna (A. olivacea)
- Vattensumphöna (A. phoenicurus)
- Talaudsumphöna (A. magnirostris)
- Blekgumpad sumphöna (A. moluccana)

Närbesläktade är även sydostasiatiska arten vitbrynad sumphöna (Poliolimnas cinereus) och afrikanska rostgumpad sumphöna (Aenigmatolimnas marginalis), båda tidigare i Porzana. Tidigare inkluderades de i Amaurornis, men genetiska studier visar att de utgör egna utvecklingslinjer där även tupprallen (Gallicrex cinerea) ingår. Även afrikanska nkulengurallen (Himantornis haematopus) och storfotsrallen (Megacrex inepta) på Nya Guinea tros vara del av samma klad. 
Tidigare inkluderades fyra arter i släktet som numera förs till Zapornia:
- Brun sumphöna (Z. akool)
- Korpsumphöna (Z. flavirostra)
- Sakalavasumphöna (Z. olivieri)
- Svartstjärtad sumphöna (Z. bicolor)